# Сантюль I (виконт Беарна)
Сантюль I (фр. Centulle I, баск. Zentulo I; ум. в середине IX века) — виконт Беарна (?) с ок. 844 года.

## Биография
Согласно «Истории Гаскони» аббата Монлезёна, в 844 году умер виконт Беарна Сантюль Луп, оставив малолетнего сына, имя которого в хрониках не называется. Опекуном нового виконта стала его мать, Ория. По мнению Монлезёна, сыном Сантюля, вероятнее всего, был виконт Луп Сантюль. Это предположение находит подтверждение в патрониме Лупа, согласно которому, его отца звали Сантюль.
Однако существование Лупа Сантюля в настоящее время подвергается сомнению, а образование виконтства Беарн на основании нескольких актов о пожертвовании собственности монастырям относят к более позднему времени — к 864—880 годам. Поэтому неизвестно, был ли Сантюль I действительно виконтом Беарна. Никаких документов, подтверждающих это, не существует. Известие об образовании виконтства Беарн в начале IX века основано только на «Хартии Алаона», которую сейчас большинство историков считают поздней подделкой.

## Брак и дети
Имя жены Сантюля I неизвестно. Дети:
- Луп Сантюль (ум. ок. 905), виконт Беарна[2]